# Ada Méndez
Ada Méndez foi uma jovem actriz bailarina e coreógrafa argentina.

## Carreira
Méndez estudou e trabalhou na época dourada argentina, na mão de directores como Julio Saraceni e Leopoldo Torres Ríos, e junto a actores como María Santos, Francisco Álvarez, Lidia Denis, Homero Cárpena, Alicia Vignoli, Hugo Pimentel, Alí Salem de Baraja, Pedro Maratea, Susana Campos, entre outros.
Em sua breve incursão no cinema participou nos filmes El comisario de Tranco Largo de 1942 e La importancia de ser ladrón de 1944.
Também foi uma eximia bailarina se destacando inclusive como coreógrafa no filme Stella em 1943.